# Osmanisches Kalifat

Standarte des Kalifen in der Türkei in den Jahren 1922–1924

Das Osmanische Kalifat war der Anspruch auf das allislamische Kalifat der osmanischen Dynastie, der in der 1876 neu eingeführten Verfassung des Osmanischen Reiches erstmals offiziell festgeschrieben wurde. Bereits im 16. Jahrhundert hatten die osmanischen Sultane kalifenähnliche Titel übernommen. Dem Abendland gegenüber trat Sultan Abdülhamid I. erstmals 1774 als Kalif auf. Die Osmanen reklamierten seit dem 19. Jahrhundert, dass das Kalifat bereits 1517 von den Abbasiden auf die Osmanen übergegangen sei. 1924, zwei Jahre nach dem Zusammenbruch des Osmanischen Reiches, beendete die Große Türkische Nationalversammlung das osmanische Kalifat.

## Übergang des Kalifats auf die Osmanen
Wann das osmanische Kalifat begann, ist umstritten. Nach offizieller osmanischer Geschichtsdarstellung begann dieses Kalifat der Osmanen bereits 1517, als der osmanische Sultan Selim I. Syrien und Ägypten eroberte und das dortige Sultanat der Mamluken besiegte. In deren Hauptstadt Kairo hatten seit 1261/62 – quasi als Marionetten der Mamluken – auch Titular-Kalifen aus der 1258 in Bagdad von den Mongolen gestürzten Abbasiden-Dynastie residiert.
Sultan Selim, so die osmanische Darstellung, habe nach 1517 den letzten in Kairo ohne eigentliche Machtbefugnisse amtierenden abbasidischen Kalifen al-Mutawakkil III. (1508–1516, erneut 1517) dazu gebracht, ihm offiziell das Kalifat zu übertragen. Falls dem so gewesen sein sollte, hätte dieser Schritt in der herausragenden militärischen Machtstellung des Osmanischen Reiches, die es unter allen islamischen Staaten zwischen dem 16. und frühen 18. Jahrhundert zweifellos besaß, seine entscheidende Rechtfertigung gehabt, denn eine genealogische Verwandtschaft mit dem Propheten konnten die Osmanen nicht für sich reklamieren. Ohne eine öffentlichkeitswirksame Proklamation oder Zeremonie, die dann auch in nichtosmanischen Chroniken Widerspiegelung gefunden hätte, wäre eine solche Übertragung jedoch sinnlos gewesen, von einer solchen öffentlichen Proklamation berichten jedoch auch osmanische Quellen nicht.
Sicher scheint zu sein, dass der letzte Abbasiden-Kalif 1517, nachdem Ägypten vom osmanischen Sultan erobert worden war, von Kairo nach Istanbul verbracht wurde, wo sich seine Spur in den Folgejahren (spätestens nach 1543) jedoch ebenso verliert wie die der Abbasiden überhaupt. Der Transfer des Kalifen nach Istanbul könnte als Gefangenschaft, aber auch als anfängliche Absicht der Osmanen gedeutet werden, ihn auf ähnliche Weise als Titular-Kalifen zu benutzen, wie es die Mamluken bisher in Kairo getan hatten. Allerdings wurde diese Absicht scheinbar früher oder später fallengelassen.

## Repräsentanz und politischer Nutzen
Den Titel „Kalif“ haben die osmanischen Sultane seit Selim I. nicht ausdrücklich geführt. Sie scheinen aber schon im 16. Jahrhundert den in diese Richtung weisenden Titel eines „Befehlshabers der Gläubigen“ und eines „Nachfolgers des Propheten als Beherrscher der Welt“ angenommen zu haben; der Scherif von Mekka hatte Selim I. außerdem bereits 1517 den Ehrentitel eines „Beschützers der Heiligen Städte von Mekka und Medina“ verliehen. Diese drei Titel zählten seither an prominenter – aber nie an erster – Stelle zur großen Herrschertitulatur der osmanischen Sultane.
Dem Abendland gegenüber trat Sultan Abdülhamid I. erstmals 1774 in den Verhandlungen beim Friede von Küçük Kaynarca als Kalif auf – mit dem Anspruch, als Oberhaupt der gesamten sunnitischen Welt akzeptiert zu werden, um so diplomatisches Gewicht zu gewinnen. Im Vertrag wurde dem Sultan formal das Recht zugestanden, auch Beschützer der Muslime in Russland und der Muslime auf der Krim zu sein.
Erst 1876 wurde der Anspruch auf das allislamische Kalifat in der neu eingeführten, 1878 faktisch suspendierten und 1908 wieder in volle Gültigkeit gesetzten Verfassung des Osmanischen Reiches offiziell festgeschrieben. Die Sultane Abdülhamid II. (1876–1909) und Mehmed V. (1909–1918) versuchten diesen Anspruch dann auch im politischen Alltag geltend zu machen: Abdülhamid wollte den Kalifentitel als islamischen Integrationsfaktor für das vom Zerfall bedrohte Reich nutzen, Mehmed als propagandistisches Motiv zur Entfachung eines pro-osmanischen islamischen Aufstands in den Kolonialreichen der Kriegsgegner im Ersten Weltkrieg. Beides hatte eher geringen Erfolg; vor allem der im Ersten Weltkrieg erfolgte Aufruf des osmanischen Sultan-Kalifen an alle Muslime zum Dschihad gegen die Mächte der Entente, (Frankreich, Großbritannien und Russland) zeigte kaum Wirkung.

## Abschaffung des Kalifats
Kurz vor der endgültigen Auflösung des osmanischen Reiches war die Hauptstadt Istanbul von englischen Truppen besetzt. Unter dem Druck der Besatzer belegte der Sultan und Kalif jene osmanischen Militärbefehlshaber mit der Todesstrafe, die gegen die Besatzung durch englische, französische, italienische und griechische Truppen Widerstand geleistet hatten. Zu diesen Militärbefehlshabern gehörte auch Mustafa Kemal, der 1934 durch Parlamentsbeschluss den Nachnamen „Atatürk“ erhalten sollte. Dieser „Dolchstoß“ durch die höchste weltliche und religiöse Autorität spielte bei der späteren Entscheidung über die Zukunft des Kalifats eine große Rolle.
Nachdem das Sultanat abgeschafft wurde und eine Entscheidung über die Personalie des Kalifen anstand, bevorzugte Mustafa Kemal Mehmed VI., während Kâzım Karabekir Abdülmecid II. favorisierte. Doch Mehmed VI. flüchtete noch vor dieser Entscheidung am 17. November 1922 an Bord des englischen Kriegsschiffes Malaya außer Landes. Der nunmehr aussichtsreichste Kandidat war Abdülmecid II. Mustafa Kemal lud diesen nach Ankara ein, in der Hoffnung, dass er den Befreiungs- und Unabhängigkeitskampf stärken würde. Doch Abdülmecid lehnte die Einladung ab, da er keinen Familienstreit auslösen wollte.
Mehmet Vehbi Efendi, der Direktor des von der Ankaraner Gegenregierung neu gegründeten Direktorats für religiöse Angelegenheiten, erließ eine Fatwa, wonach Mehmed VI. durch seine Flucht das Recht auf das Kalifat verwirkt habe, und ein neuer Kalif gewählt werden müsse. Am 18. November 1922 wurde ein Antrag auf Absetzung von Mehmed VI. als Kalif in der Großen Nationalversammlung angenommen. Noch am selben Tag stimmte die Nationalversammlung über den nächsten Kalifen ab. Es wurden 162 Stimmen abgegeben. Abdülmecid II. wurde mit 148 Stimmen gewählt. 3 Stimmen entfielen auf Selim, den ältesten Sohn von Abdülhamid II., 2 Stimmen auf dessen Bruder Abdürrahim. 9 Abgeordnete enthielten sich der Stimme.
Mustafa Kemal ließ dem neu gewählten Kalifen über Refet Bele seine nunmehr stark beschränkten Kompetenzen mitteilen. So durfte er sich nur noch Halife-i Müslimîn nennen und keine weiteren Titel beanspruchen. In einer an alle Muslime gerichteten Erklärung sollte er zudem darlegen, dass das Modell der Türkischen Großen Nationalversammlung und Regierung das für das türkische Volk und die gesamte islamische Welt geeignetste Regierungssystem sei.
Nach der Wahl entsandte das Präsidium der Nationalversammlung eine Abordnung nach Istanbul, um den neuen Kalifen in sein Amt einzuführen, zu beglückwünschen und die Reliquien Mohammeds zu übergeben. Die aus 19 Abgeordneten bestehende Abordnung übergab Abdülmecid II. die Reliquien am 24. November 1922 in einer Zeremonie.
Abdülmecid war jedoch nicht mit einer Begrenzung seiner Rolle einverstanden und bestand darauf, zusätzlich den Titel des "Dieners der heiligen Stätten", Hadimü'l Haremeyni'ş-şerifeyn zu führen sowie bei den Freitagsgebeten eine militärische Uniform in der Tradition Mehmeds II. mit einem Turban zu tragen. Mustafa Kemal lehnte dies jedoch ab. Nach Ausrufung der Republik Türkei im Jahr 1923 wurden wiederholt Gerüchte um eine Abschaffung des Kalifats, einen Rücktritt Abdülmecids und allgemeine Kritik am neuen Regierungssystem laut. Einige Abgeordnete der Nationalversammlung äußerten sich gegenüber der Presse ähnlich kritisch und suchten demonstrativ die Nähe des Kalifen. Fast zeitgleich wurde ein an den damaligen Ministerpräsidenten İsmet İnönü gerichteter Brief publik, in dem sich Aga Khan III. für eine Aufrechterhaltung und Fortführung des Kalifats aussprach. Der Brief wurde von den türkischen Zeitungen Tanin, İkdam und Tevhidi Efkar als Beleg für Abschaffungsbestrebungen der „Republikaner“ veröffentlicht, noch bevor er Inönü zugestellt wurde. İnönü leitete daraufhin eine parlamentarische Bewertung der Rolle des Kalifats sowie eine juristische Untersuchung des Verhaltens der Zeitungen ein.
Am 2. März 1924 versammelte sich die Parlamentsfraktion der regierenden Halk Fırkası, um über drei Gesetzesvorhaben abzustimmen, die tags zuvor eingebracht wurden. Nach langen Debatten wurde am 3. März das Gesetz Nr. 431 verabschiedet, welches das Kalifat endgültig abschaffte und die Ausweisung aller Angehörigen des Hauses Osman aus der Türkei vorsah. Das Gesetz basierte auf einem Vorschlag des Abgeordneten Şeyh Saffet Efendi aus Siirt.